# Lucius D. Clay Kaserne

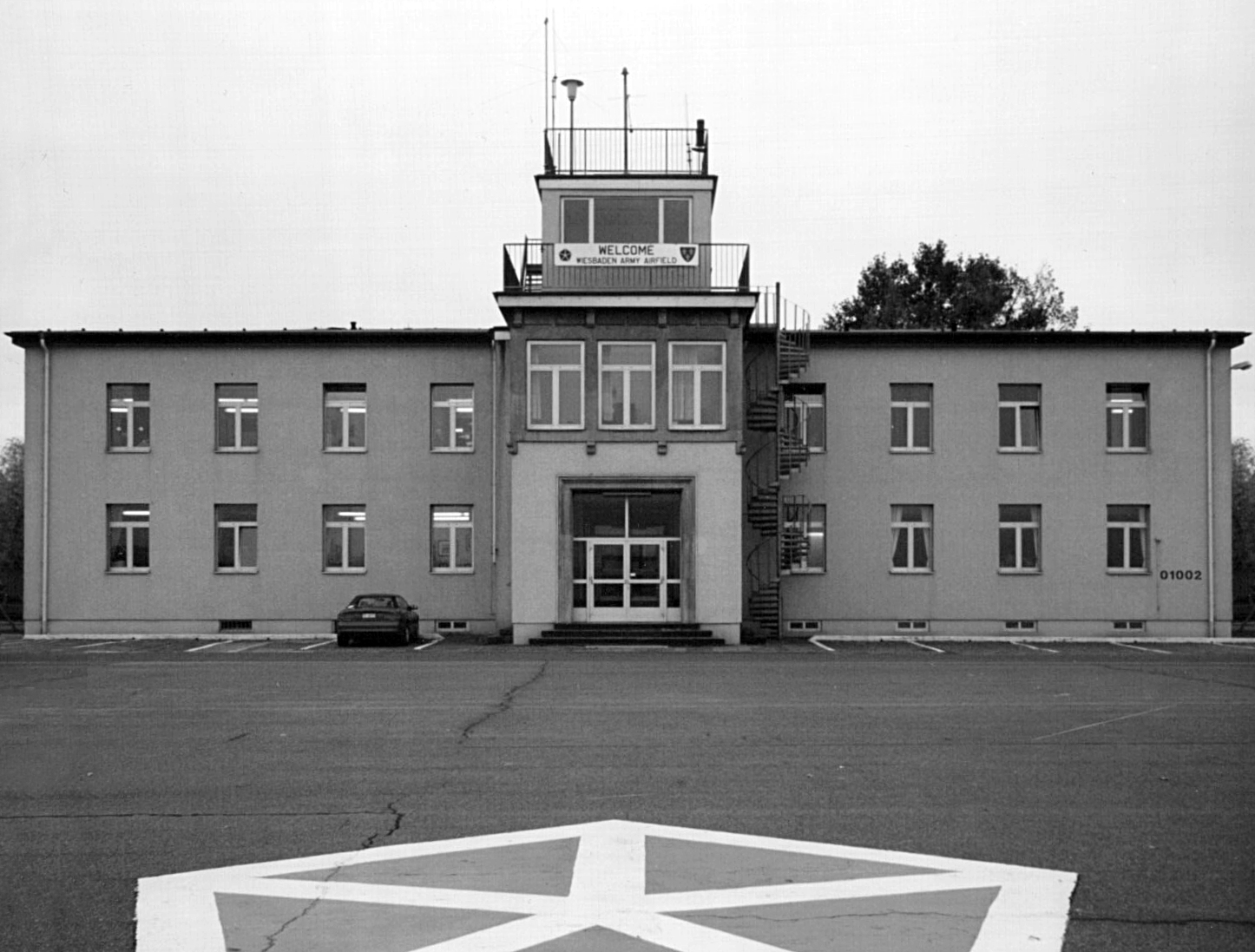

Lucius D. Clay Kaserne (jusqu'au 2012 Wiesbaden Army Airfield) est une base de l'United States Army  près de la ville de Wiesbaden dans le land de la Hesse en Allemagne. Ancien quartier général de l'USAFE sous le nom de Wiesbaden Air Base entre 1945 et 1973; elle fut entre 1975 et 1993 une installation conjointe entre l'armée de terre et l'armée de l'air américaine avant de dépendre exclusivement de l'US Army à cette date.
Elle fut massivement utilisée pendant le Blocus de Berlin
La base a étét le siège de la 1st Armored Division (1re Division Blindée) jusqu'en 2011 et d'autres unités, tels la 66e brigade de renseignement militaire.